# Salers (brânză)

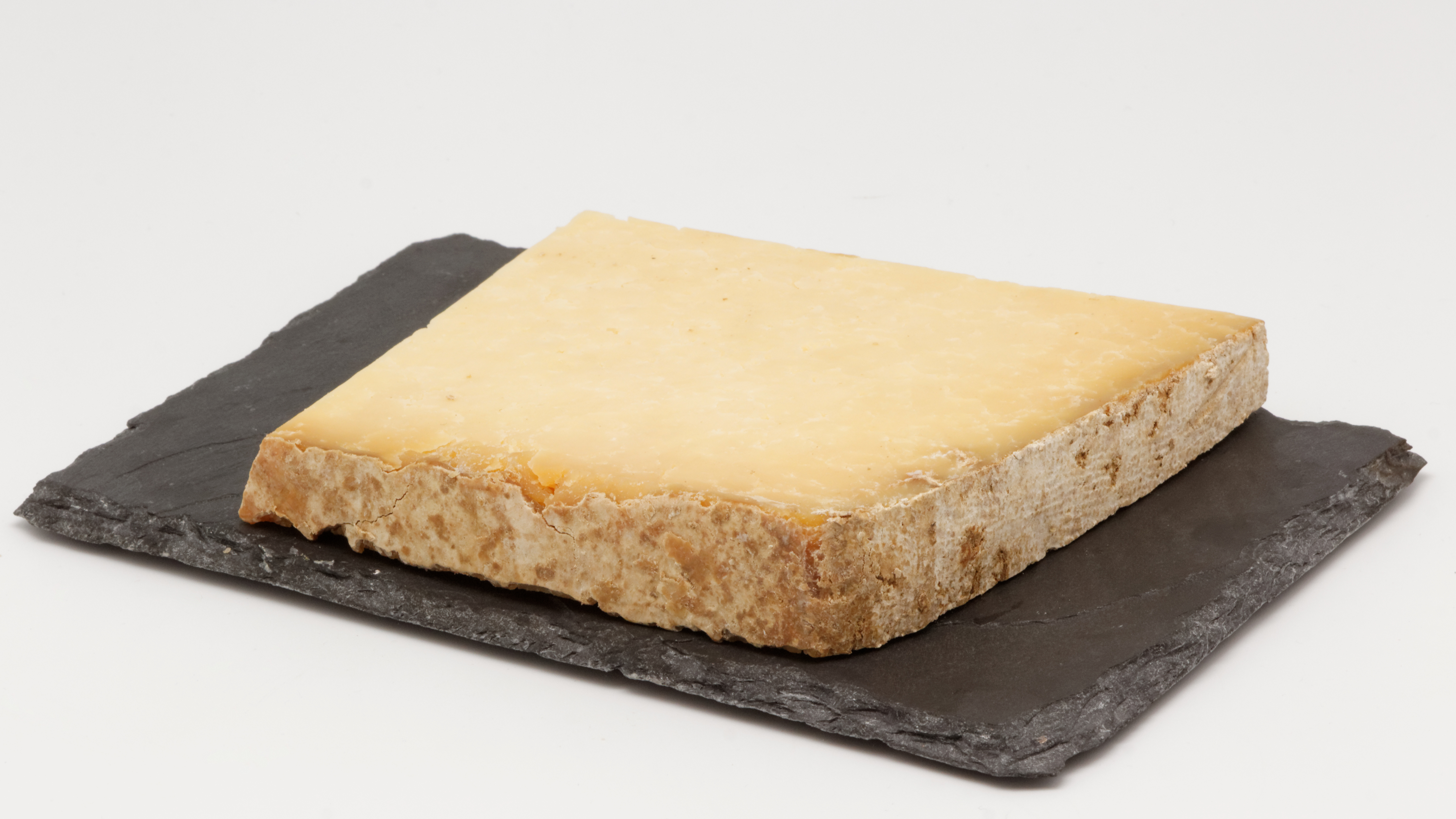
Brânza Salers

Salers-ul este o brânză franceză din lapte crud de vacă, presată și nefiartă, produsă în departamentul Cantal și în special în comuna Salers, al cărui nume îl poartă. Se apropie foarte mult de brânza Cantal.
Se prezintă sub forma unui cilindru (în franceză fourme) cu marginile rotunjite, cu diametrul de 38-48 cm și cu greutatea cuprinsă între 30 și 50 kilograme. Poartă o marcă de identificare roșie cu literele „SA”. Dacă efectivul de păsări este constituit doar din vaci de rasă Salers, brânzeturile prezintă și un marcaj în relief cu mențiunea „tradiție Salers”. Coaja este de culoare fildeșului, cu punctele roșii sau portocalii, pasta fiind galbenă și fermă.
Brânza Salers face obiectul din 1961 unei denumiri de origine controlată (AOC) în Franța și din 2003 al unei denumiri de origine protejată (AOP) în Uniunea Europeană. Caietul de sarcini figură printre cele mai stricte din Franța. Producția este autorizată doar la vară (între 15 aprilie și 15 noiembrie), când vacile sunt la pășunat. Prelucrarea începe imediat după muls, răcirea și încălzirea laptelui fiind interzise. Perioada de maturare durează cel puțin trei luni.
Producția de Salers AOP era de 1.500 tone în anul 2005.